# 修頓球場

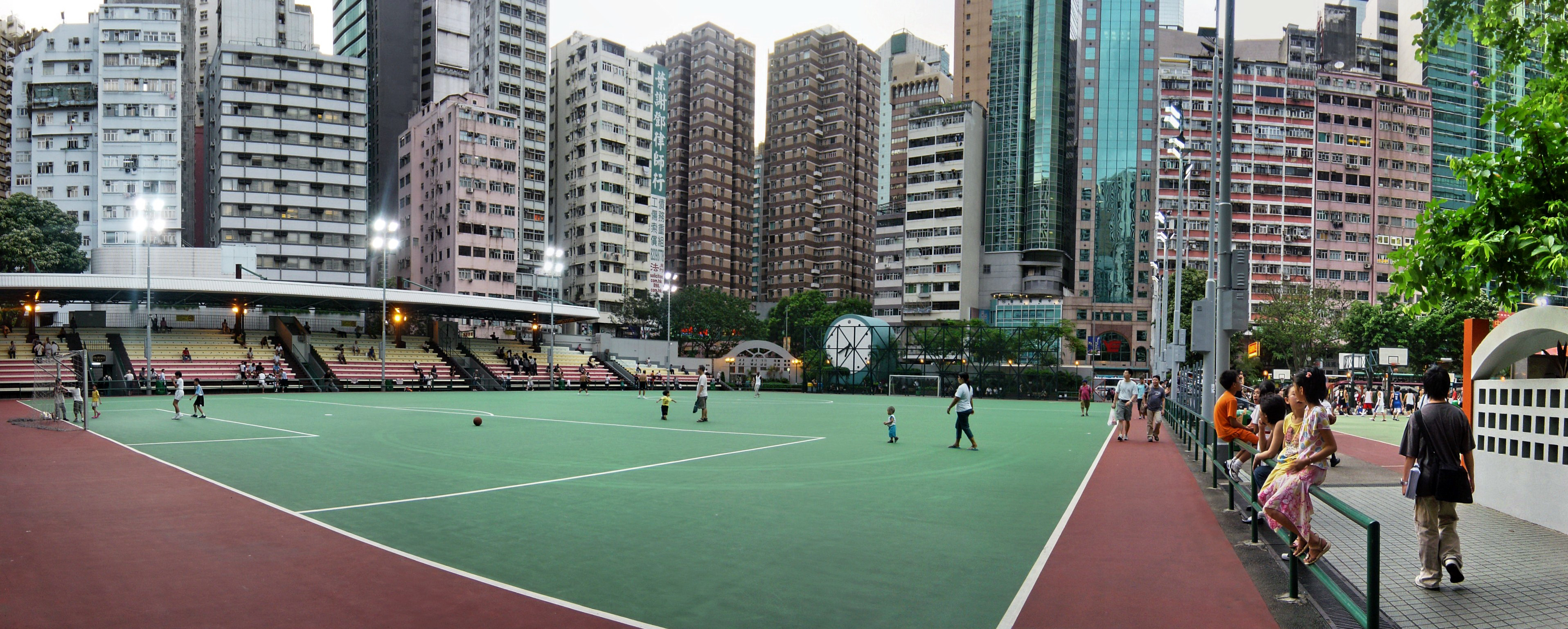
修頓球場的足球場部份，球場四周均被高廈包圍

修頓球場（英語：Southorn Playground），正式名稱為修頓遊樂場，位於香港灣仔盧押道（莊士敦道與軒尼詩道之間），是灣仔其中一個露天運動場地。設有1個七人小型足球場及4個籃球場，由康樂及文化事務署管理。

## 歷史

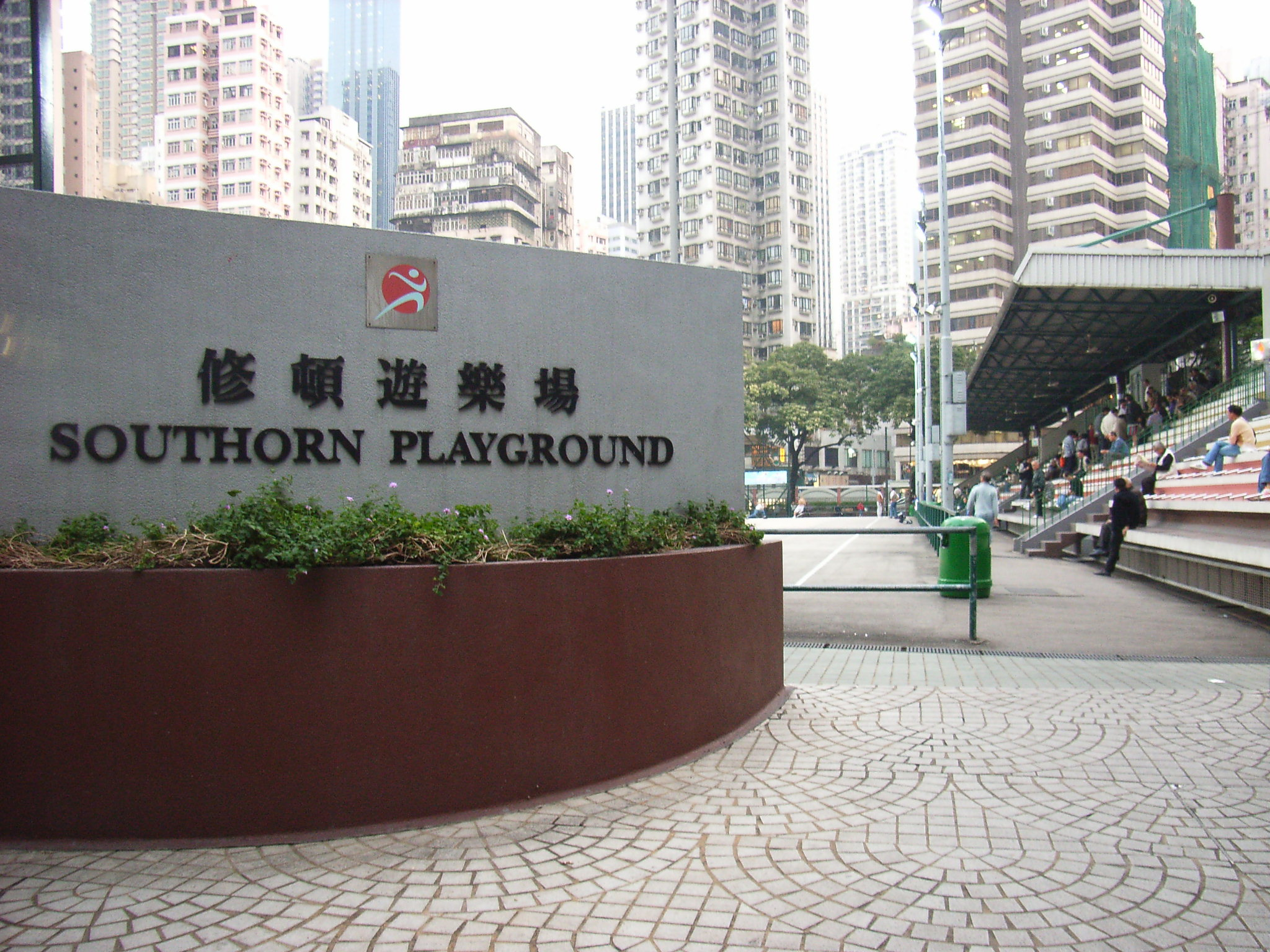
軒尼詩道入口

修頓球場是昔日灣仔的主要地標，1934年由當年輔政司修頓開辟灣仔發展而建成啟用。
從前，修頓球場早上是等候工作的地點，不少待業者都會等待從事體力勞動的工作。傍晚時份，修頓球場搖身一變成為「大笪地」式的「平民夜總會」，售賣食物以及有很多表演，成為當時居民的主要娛樂。
修頓球場在香港日佔時期據稱曾被日軍用作進行槍決的刑場及停屍間，被射殺的平民不計其數，屍體甚至要被疊放到修頓球場外的莊士敦道。
香港重光後的1940年代晚期，修頓球場內在現今觀眾看台的位置，曾經設有獲特許經營的「經濟食堂」，這家飯堂是為民眾提供售價便宜的飯菜而設，每人只需兩、三毫子便可飽餐一頓，很受草根階層市民歡迎，飯堂經營至1957年6月結束。
1982年3月，港鐵港島綫興建，佔用修頓球場、家計會及隔鄰的貝夫人健康院等政府建築物作為工地，以興建灣仔站。
港島綫通車後，政府重新修建修頓球場，成為符合現代標準的運動場地。隔鄰則興建了修頓中心（即家計會現址），內設政府辦事處、室內運動場及住宅修頓花園等，而商場後來則被改裝成灣仔電腦城。

## 現況

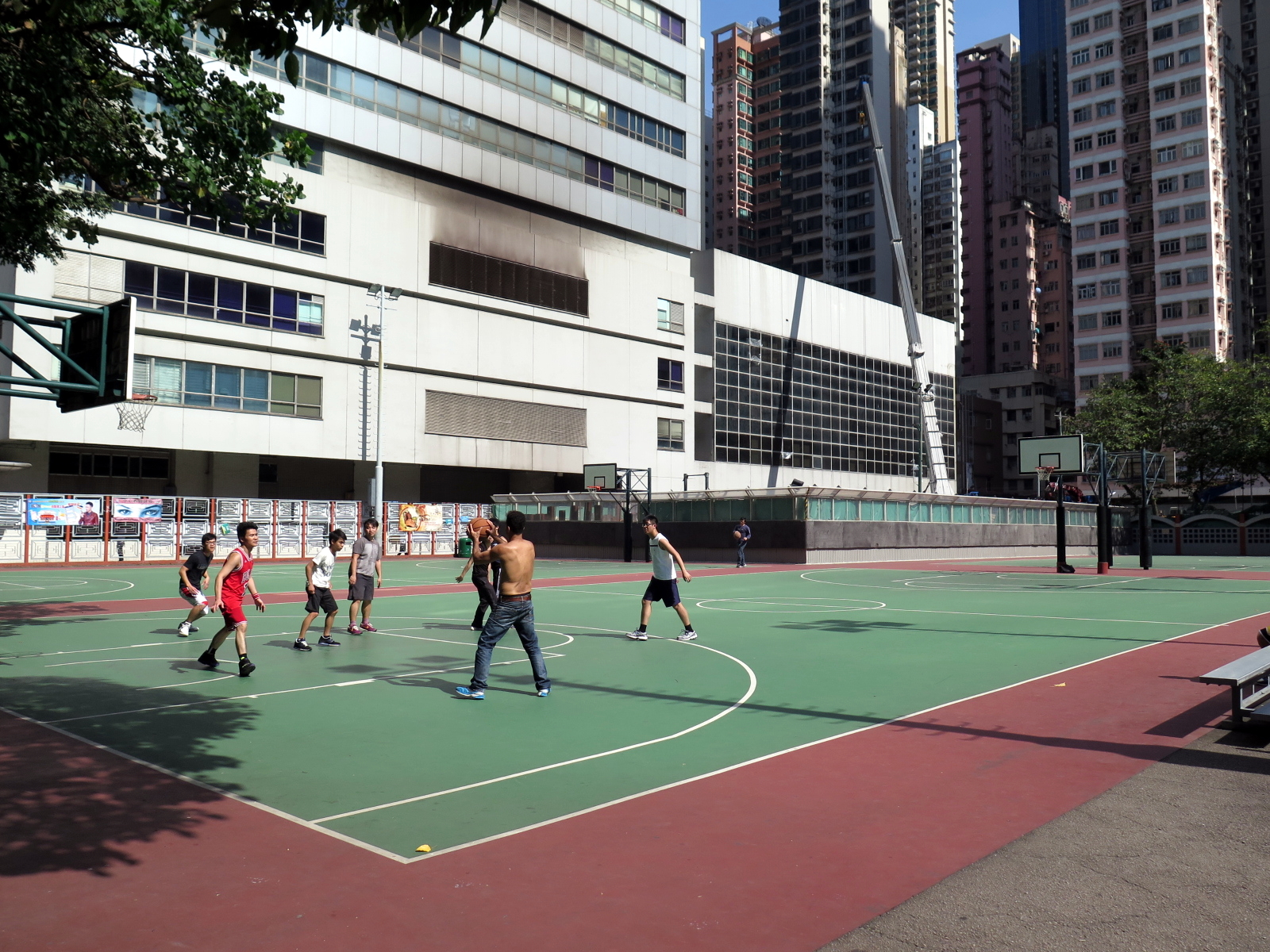
籃球場

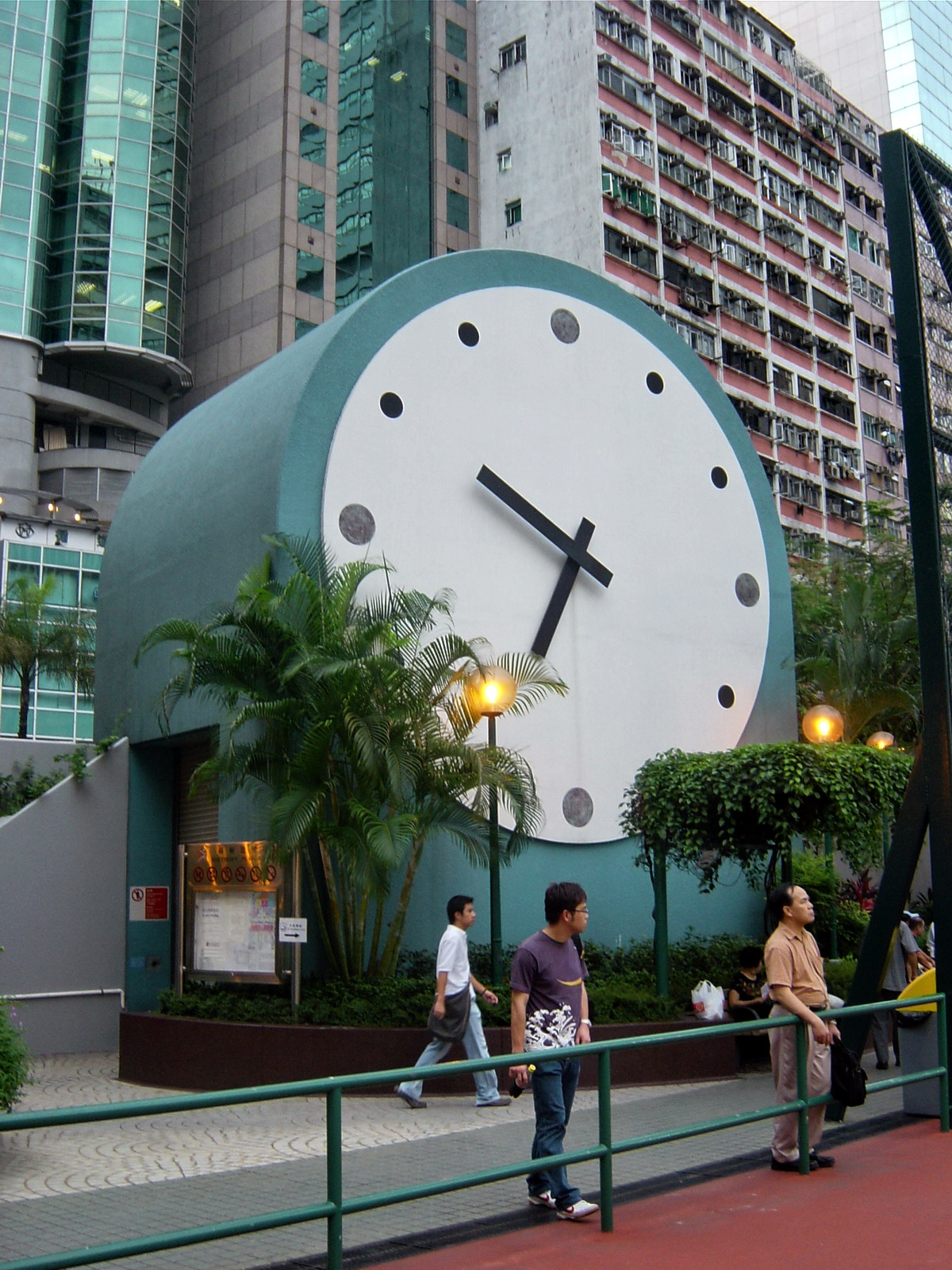
球場近軒尼詩道的巨型時鐘

修頓球場現時則仍是灣仔區主要的康樂場地之一，是擠迫的灣仔區內罕有的大型公共空間。修頓球場設有有蓋看台及燈光設施，可舉行足球或籃球比賽。
今日的修頓球場依然熱鬧，老人會選擇在那處下象棋和乘涼，青少年則會選擇在那處踢足球和打籃球。街頭籃球賽亦不時於修頓球場舉行，吸引了很多愛好這種比賽的人士參賽或觀賽。也有經典球星在場獻技，迈克尔·欧文其中之一。
2005年世界貿易組織香港部長級會議，原擬徵用修頓球場作為示威區，但因太接近民居，遭到灣仔區議會及居民反對，最終被否決。
修頓球場是很多人在灣仔修頓球場周圍的集合和娛樂地點。很多人以修頓來稱呼灣仔修頓球場一帶的地方，而灣仔區議會亦設有修頓選區（B12）。修頓球場也是多套無綫劇集的外景場地之一。

## 圖集

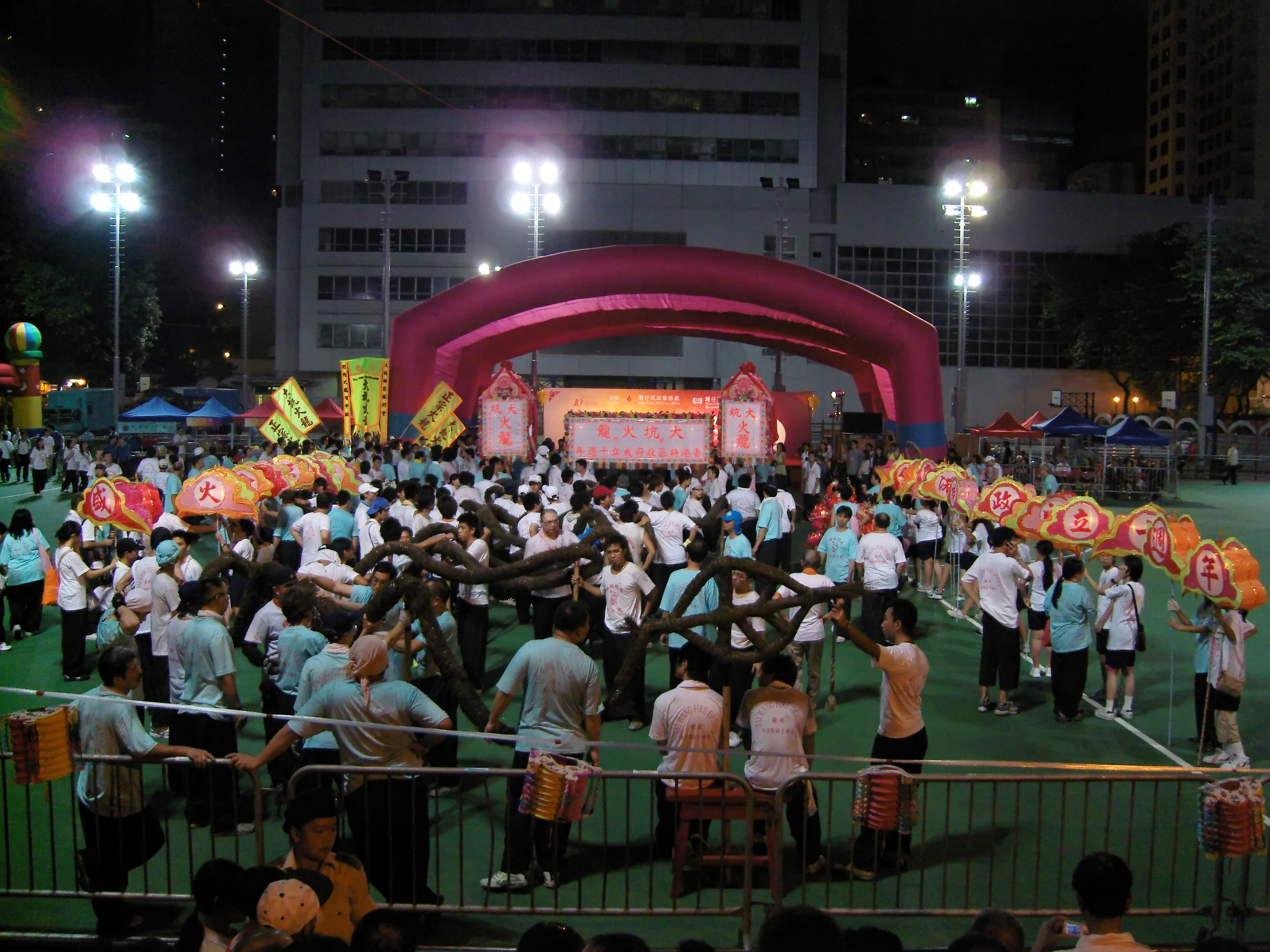
球場內舉行的大坑舞火龍表演
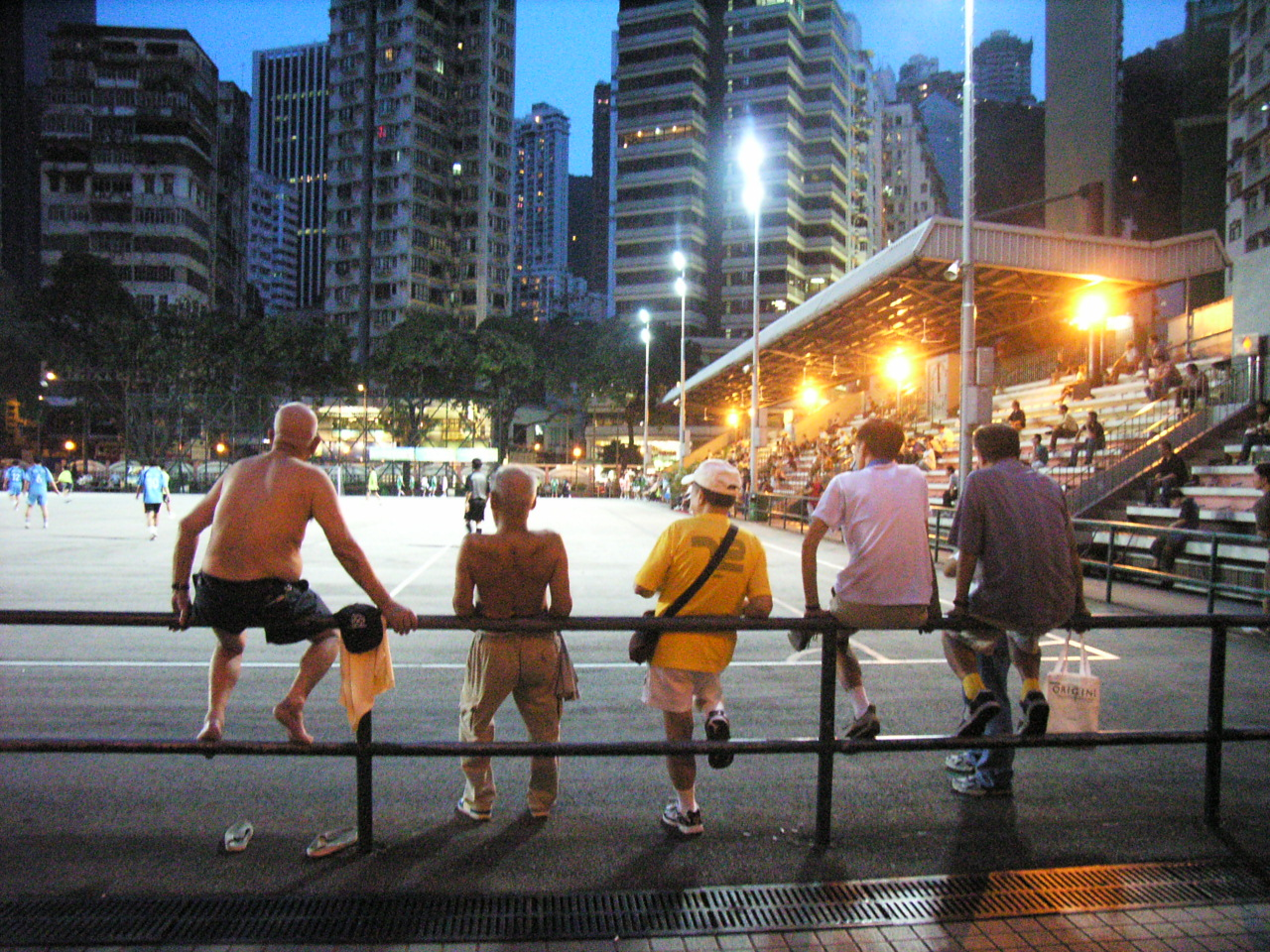
修頓夜景